# Dichotomius singularis
Dichotomius singularis là một loài bọ cánh cứng trong họ Bọ hung (Scarabaeidae).